# Supratra Kunakorn
Supratra Kunakorn (Thai: รัสุพัตรา คุณากร; *  1936) ist eine ehemalige thailändische Badmintonnationalspielerin.

## Karriere
Schon als Junior gewann sie den Titel im Damendoppel bei der thailändischen Meisterschaft 1953 gemeinsam mit Lek Poonsuk. Im Einzel wurde sie zwei Jahre später thailändische Juniorenmeisterin und nahm am Länderkampf gegen Selangor 1956 teil. In der Folgezeit spielte sie sich bis ins thailändische Nationalteam der Erwachsenen vor und war unter anderem beim Uber Cup 1959/60, der Weltmeisterschaft für Damenmannschaften, aktiv. Dort verlor das thailändische Damenteam in der ersten Runde knapp gegen Neuseeland mit 3:4. Supratra Kunakorn unterlag dabei in allen drei Spielen. Das Einzel verlor sie gegen Heather Robson mit 4:11 und 0:11 und die Doppel gingen gegen Sonia Cox und Elizabeth M. Meyer mit 6:15 und 6:15 sowie gegen Heather Robson und Val Gow mit 4:15 und 0:15 verloren.

## Erfolge
| Saison | Veranstaltung                       | Disziplin   | Platz    | Name                            |
| ------ | ----------------------------------- | ----------- | -------- | ------------------------------- |
| 1953   | Thailändische Meisterschaft         | Damendoppel | 1        | Supratra Kunakorn / Lek Poonsuk |
| 1955   | Thailändische Juniorenmeisterschaft | Dameneinzel | 1        | Supratra Kunakorn               |
| 1959   | Uber Cup 1959/60                    | Team        | Vorrunde | Siam                            |